# Айбечи
Айбе́чи (чув. Эйпеҫ) — деревня в Ибресинском районе Чувашской Республики. Административный центр Айбечского сельского поселения.

## География
Находится в центральной части Чувашии на расстоянии приблизительно 18 км на восток-северо-восток по прямой от районного центра поселка Ибреси.

## История
Основана в XVII веке переселенцами из селений современного Мариинско-Посадского района. Известна с 1710 года как деревня с 36 дворами. В 1747 году учтено 147 мужчин, в 1795 году 70 дворов и 391 житель, в 1856 595 жителей, в 1897 917, в 1926 году 256 дворов и 1171 житель, в 1939 1436 жителей, в 1979 году — 1156. В 2002 году 258 дворов и в 2010 260. В период коллективизации работал колхоз им. Калинина.

## Население
Население составляло 845 человек (чуваши 100%) в 2002 году, 890 в 2010.